# Sphaerodromia
Sphaerodromia is een geslacht van kreeftachtigen uit de klasse van de Malacostraca (hogere kreeftachtigen).

## Soorten
- Sphaerodromia brizops McLay & Crosnier, 1991
- Sphaerodromia ducoussoi McLay, 1991
- Sphaerodromia kendalli (Alcock & Anderson, 1894)
- Sphaerodromia lamellata Crosnier, 1994
- Sphaerodromia nux Alcock, 1900